# Carl Weathers
Carl Weathers (født 14. januar 1948 i New Orleans i Louisiana i USA, død 1. februar 2024) var en amerikansk skuespiller. Som ung gik han på San Diego State University, hvor han gjorde stor succes som amerikansk fodbold-spiller for Oakland Raiders. Han stoppede sin karriere som footballspiller i 1974, før han i 1975 forsøgte sig som skuespiller. Han spillede med i nogle småroller, før han i 1976 slog igennem som bokseren Apollo Creed i Rocky. Denne rolle spillede han igen i Rocky II, Rocky III og Rocky IV. I 1987 medvirkede han igen i en succesrig rolle som Dillon i filmen Predator med Arnold Schwarzenegger i hovedrollen.
Carl Weathers spillede også den lille rolle som Chubbs Peterson i de to Adam Sandler-film Little Nicky og Happy Gilmore. I 2003 og 2007 gæstede han The Shield som kriminalbetjent Vic Mackeys tidligere partner, som var blevet tvunget til tidlig pension. Han lagde stemme til Captain Edwards i den nye animationsserie Spawn: The Animation. Carl Weathers spillede også rollen som Greef Karga i The Mandalorian.

## Filmografi
- Rocky (1976)
- Rocky II (1979)
- Rocky III (1982)
- Rocky IV (1985)
- Predator (1987)
- Action Jackson (1992)
- Golfbanens skræk (1996)
- Little Nicky (2002)
- The Comebacks (2007)
- The Mandalorian (2019)